# Собещанская, Анна Иосифовна
Анна Иосифовна (Казимировна) Собещанская, в замужестве Гиллерт (3 [15] января 1842, Спасское-Лутовиново, Мценский район — 22 ноября 1918, Москва) — балерина, артистка московского императорского Большого театра, потом балетный педагог.

## Биография
Родилась 3 (15) января 1842 года в селе Спасское-Лутовиново Орловской губернии.
Училась в Московском театральном училище, педагог Карло Блазис. На сайте училища её имя вписано в числе выдающихся выпускников. Ещё будучи ученицей, выступала в Большом театре, исполняя ведущие партии Гитаны («Гитана, испанская цыганка»), Жизели («Жизель»). Искусствовед Ю. А. Бахрушин писал о начале карьеры этой будущей прославленной балерины:
Анна Иосифовна Собещанская (1842—1918) ещё в школе выделялась из числа своих сверстниц способностями и внешними данными. За два года до выпуска ей, по московским традициям, было поручено ведение балетов «Гитана» и «Жизель». Восемнадцатилетняя воспитанница успешно справилась с задачей. К моменту выпуска в 1862 году Собещанская была уже хорошо подготовленной танцовщицей.
Окончив училище в 1862 году, начав выступать там ещё ученицей, навсегда связала свою сценическую деятельность с московским Большим театром, прослужив там в течение 1859—1879 годов. Жалованье ей было положено совсем небольшое — всего за 600 рублей в год (для сравнения, прима Мариинского Екатерина Вазем танцевала за 6000 рублей в год, плюс 35 рублей за каждый спектакль, плюс ежегодный полубенефис и три месяца отпуска с сохранением содержания. Минкус работал в Мариинке за 4000 в год).
Изначально, сразу после училища она заняла амплуа первой танщовщицы и преимущественно танцевала в балетах А. Сен-Леона и в ранних спектаклях М. Петипа.
В первых же своих работах юная балерина заменила солистку Большого театра П. П. Лебедеву в постановках балетмейстера С. П. Соколова «Папоротник» и «Последний день жатвы».
Исполненные партии: Гитана («Гитана»), Жизель («Жизель»), Маргарита («Фауст», балетмейстер Жюль Перро), Галатея («Пигмалион»), Царь-девица («Конёк-Горбунок»), Гений папоротника («Папоротник, или Ночь под Ивана Купалы»), Китри Дон Кихот (специально года поставлен Мариусом Петипа 14 декабря 1869 в бенефис танцовщицы Анны Собещанской), Аспиччия («Дочь фараона»), Низия («Царь Кандавал»), Сандрильона («Волшебный башмачок»), Пери («Пери»), Сатанилла («Сатанилла» композиторов Ребера и Бенуа, балетмейстер Ж. Мазилье); Одетта-Одиллия «Лебединое озеро». Выступала также в танцевальных сценах в операх и дивертисментах.
С премьерой балета «Лебединое озеро» связана история конфликта между балериной и композитором Чайковским, разрешившегося не только примирением, но и взаимными симпатиями. Собещанская была назначена исполнять партию Одетты-Одиллии в самой первой постановке балета Венцеля Рейзингера (постановка признана неудачной и долго не продержалась), но наотрез отказалась от роли. На роль тогда срочно была назначена малоопытная молодая танцовщица П. М. Карпакова. О развитии конфликта подробно написал Ю. А. Бахрушин: «Отказ Собещанской был вызван тем, что композитор не написал для неё в 3-м акте ни одного танцевального номера — она участвовала только в танцах невест. В связи с этим Собещанская поехала в Петербург и попросила Петипа поставить специально для неё соло на музыку Минкуса в 3-м акте „Лебединого озера“. Петербургский балетмейстер охотно исполнил её желание, но Чайковский наотрез отказался включать в свой балет музыку другого композитора, предлагая написать свою собственную. Однако балерина не желала изменять танца, поставленного для неё в Петербурге. В конце концов недоразумение было улажено: Чайковский согласился написать свою музыку для этого номера, такт в такт совпадающую с музыкой Минкуса. Собещанской настолько понравилась эта музыка, что она уговорила композитора сочинить ей ещё и вариацию, что также было выполнено Чайковским. Собещанская танцевала только в третьем спектакле и рассматривала написанные для неё танцевальные номера как свою собственность, а потому на премьере, где выступала Карпакова, эти танцы не исполнялись».
Сайт Большого театра сообщает, что Анна Собещанская, которая должна была танцевать премьеру, в результате всех этих треволнений, была допущена даже не к третьему, а только к четвёртому представлению, а в трёх первых спектаклях выступала Карпакова. На вводе Собещанской именно в четвёртый спектакль настаивает и сайт «Маленькая балетная энциклопедия»: «Начиная с четвёртого спектакля в спектакль вошла Собещанская. Её исполнение было оценено прессой несколько выше, высказывались даже недоумения, почему не ей, первой балерине труппы, была доверена премьера».
Но при всех случаях именно так родился маленький шедевр Чайковского — музыка к «чёрному» па-де-де, дуэту Одиллии и Принца Зигфрида.
В течение длительного времени главные танцевальные партии Одетты-Одиллии в балете исполняли обе балерины — П. М. Карпакова и А. И. Собещанская. Для Анны Собещанской эта роль оказалась последней: через год после того случая она была неожиданно уволена. Полина (Пелагея) Карпакова после увольнения Собещанской заняла её место.
Энциклопедия «Русский балет», автор А. А. Соколов-Каминский, пишет о балерине: «Развивала реалистические традиции русской хореографической школы, стремилась к созданию драматически выразительных сценических образов».
Ю. А. Бахрушин писал: «Она не обладала эмоциональностью Лебедевой, и, кроме того, ей мешал небольшой рост, однако она не только восприняла все лучшие черты своих предшественниц, но и развила их. Так, будучи сильной танцовщицей и хорошей актрисой, Собещанская первая отступила от общепринятых правил и, выступая в балетных партиях, стала применять характерный грим. Блазис, наблюдавший Собещанскую в начале её деятельности, писал, что она „восхитительна как танцорка и, как мимистка“ и что в её танцах „видна душа, она выразительна“ и иногда доходит даже до „исступления“. Позднее другой современник утверждал, что „не трудностью прыжков и быстротою оборотов производит она наилучшее впечатление на зрителя, но цельным созданием роли, в которой танец является истолкователем мимики“. После ухода Лебедевой Собещанской удалось занять первое место в московской балетной труппе, хотя петербургская дирекция стремилась выдвинуть своих ставленниц на главное положение в Большом театре».
С 1879 года, покинув сцену Большого театра, Анна Собещанская продолжала жить в Москве и занималась частной педагогической практикой. У неё учились многие артисты балета Большого театра. До глубокой старости преподавала, в том числе в частной школе, которую основала Лидия Нелидова.
Анна Иосифовна Собещанская умерла 22 ноября 1918 года в Москве от рожистого воспаления обоих ног. Похоронена 25 ноября на Лазаревском кладбище Москвы.
Kарло Блазис, итальянский танцовщик, работавший главным балетмейстером московского Большого театра и преподававший в 1861—1863 годах в Московском театральном училище, где его ученицей была Анна Собещанская, посвятил ей главу в своей книге «Танцы вообще. Балетные знаменитости и национальные танцы», изданной в 1864 году.
Личный архив балерины хранится в Театральном музее имени А. А. Бахрушина